# Alvarado, Texas
Alvarado là một thành phố thuộc quận Johnson, tiểu bang Texas, Hoa Kỳ. Năm 2010, dân số của xã này là 3785 người.

## Dân số
- Dân số năm 2000: 3288 người.
- Dân số năm 2010: 3785 người.